# Калагях (мыс)
Мыс Калагях (азерб. Qalagah burnu) — мыс на востоке Азербайджана, в Сабунчинском районе города Баку. Расположен на западном берегу Каспийского моря, на севере Апшеронского полуострова.
Вблизи мыса был построен Амбуранский маяк, который обеспечивал безопасность ночного плавания вокруг Амбурана.

## География
Побережье Апшеронского полуострова в районе мыса Калагях холмисто, но к востоку от него снова понижается.